# Rallye Estland 2023
Die Rallye Estland war der 8. Lauf zur FIA-Rallye-Weltmeisterschaft 2023. Sie dauerte vom 20. bis zum 23. Juli 2023 und es wurden insgesamt 24 Wertungsprüfungen (WP) gefahren.

## Bericht
Überlegen gewann der amtierende Weltmeister Kalle Rovanperä (Toyota) die Rallye Estland. Der Finne siegte bei 15 von 21 Wertungsprüfungen (WP) und machte einen großen Schritt in Richtung Weltmeisterschaftsverteidigung. Mit 55 Punkten Vorsprung auf Teamkollege Elfyn Evans führte Rovanperä die WM-Tabelle an. Der einheimische Ott Tänak (M-Sport) hatte beim Shakedown einen Motorschaden und bekam schon vor dem eigentlichen Beginn des Wettbewerbs eine Strafe von fünf Minuten. Trotz eines Defekts am Hybridsystem in der letzten WP brachte Thierry Neuville (Hyundai) den zweiten Platz ins Ziel. Neuville lag nach der Rallye Estland in der Weltmeisterschaft auf dem dritten Rang mit 58 Punkten Rückstand auf Rovanperä.

## Meldeliste
| Nr.                  | Fahrer              | Co-Pilot            | Auto                   |
| -------------------- | ------------------- | ------------------- | ---------------------- |
| WRC-Klasse (Rally1)  |                     |                     |                        |
| 69                   | Kalle Rovanperä     | Jonne Halttunen     | Toyota GR Yaris Rally1 |
| 33                   | Elfyn Evans         | Scott Martin        | Toyota GR Yaris Rally1 |
| 8                    | Ott Tänak           | Martin Järveoja     | Ford Puma Rally1       |
| 11                   | Thierry Neuville    | Martijn Wydaeghe    | Hyundai i20 N Rally1   |
| 4                    | Esapekka Lappi      | Janne Ferm          | Hyundai i20 N Rally1   |
| 18                   | Takamoto Katsuta    | Aaron Johnston      | Toyota GR Yaris Rally1 |
| 7                    | Pierre-Louis Loubet | Nicolas Gilsoul     | Ford Puma Rally1       |
| 3                    | Teemu Suninen       | Mikko Markkula      | Hyundai i20 N Rally1   |
| WRC2-Klasse (Rally2) |                     |                     |                        |
| 20                   | Oliver Solberg      | Elliott Edmondson   | Škoda Fabia RS Rally2  |
| 21                   | Gus Greensmith      | Jonas Andersson     | Škoda Fabia RS Rally2  |
| 22                   | Emil Lindholm       | Reeta Hämäläinen    | Hyundai i20 N Rally2   |
| 23                   | Andreas Mikkelsen   | Torstein Eriksen    | Škoda Fabia RS Rally2  |
| 24                   | Sami Pajari         | Enni Mälkönen       | Škoda Fabia RS Rally2  |
| 25                   | Egon Kaur           | Jakko Viilo         | Škoda Fabia RS Rally2  |
| 26                   | Robert Virves       | Craig Drew          | Ford Fiesta Rally2     |
| 27                   | Marco Bulacia       | Diego Vallejo       | Škoda Fabia RS Rally2  |
| 28                   | Georg Linnamäe      | James Morgan        | Hyundai i20 N Rally2   |
| 29                   | Mikołaj Marczyk     | Szymon Gospodarczyk | Škoda Fabia RS Rally2  |

Insgesamt haben sich 50 Fahrer eingeschrieben.

## Klassifikationen

### WRC-Gesamtklassement
| WRC |                     |                  |                        |          |           |                 |      |
| 1   | Kalle Rovanperä     | Jonne Halttunen  | Toyota GR Yaris Rally1 | WRC RC1  | 2:36:03.2 | 00:00.0         | 25+5 |
| 2   | Thierry Neuville    | Marijn Wydaeghe  | Hyundai i20 N Rally1   | WRC RC1  | 2:36:55.8 | 00:52.6         | 18+1 |
| 3   | Esapekka Lappi      | Janne Ferm       | Hyundai i20 N Rally1   | WRC RC1  | 2:37:02.7 | 00:59.5 00:06.9 | 15+3 |
| 4   | Elfyn Evans         | Scott Martin     | Toyota GR Yaris Rally1 | WRC RC1  | 2:37:09.9 | 01:06.7 00:07.2 | 12+4 |
| 5   | Teemu Suninen       | Mikko Markkula   | Hyundai i20 N Rally1   | WRC RC1  | 2:38:24.2 | 02:21.0 01:14.3 | 10   |
| 6   | Pierre-Louis Loubet | Nicolas Gilsoul  | Ford Puma Rally1       | WRC RC1  | 2:39:13.1 | 03:09.9 00:48.9 | 8    |
| 7   | Takamoto Katsuta    | Aaron Johnston   | Toyota GR Yaris Rally1 | WRC RC1  | 2:39:13.4 | 03:10.2 00:00.3 | 6    |
| 8   | Ott Tänak           | Martin Järveoja  | Ford Puma Rally1       | WRC RC1  | 2:42:28.7 | 06:25.5 03:15.3 | 4+2  |
| 9   | Andreas Mikkelsen   | Torstein Eriksen | Škoda Fabia RS Rally2  | WRC2 RC2 | 2:45:57.3 | 09:54.1 03:28.6 | 2    |
| 10  | Sami Pajari         | Enni Mälkönen    | Škoda Fabia RS Rally2  | WRC2 RC2 | 2:46:07.0 | 10:03.8 00:09.7 | 1    |

Insgesamt wurden 44 von 50 gemeldeten Fahrzeugen klassiert.

### WRC2
| Rang   | Fahrer            | Co-Pilot         | Auto                  | Zeit      | Rückstand Sieger Rückstand V | Punkte |
| ------ | ----------------- | ---------------- | --------------------- | --------- | ---------------------------- | ------ |
| 1 (9)  | Andreas Mikkelsen | Torstein Eriksen | Škoda Fabia RS Rally2 | 2:45:57.3 | 0:00.0                       | 25     |
| 2 (10) | Sami Pajari       | Enni Mälkönen    | Škoda Fabia RS Rally2 | 2:46:07.0 | 0:09.7                       | 18     |
| 3 (11) | Emil Lindholm     | Reeta Hämäläinen | Hyundai i20 N Rally2  | 2:47:18.9 | 1:21.7 1:12.0                | 15     |

### WRC3
| Rang   | Fahrer          | Co-Pilot      | Auto               | Zeit      | Rückstand Sieger Rückstand V | Punkte |
| ------ | --------------- | ------------- | ------------------ | --------- | ---------------------------- | ------ |
| 1 (17) | Roope Korhonen  | Anssi Viinkka | Ford Fiesta Rally3 | 2:57:16.2 | 0:00:00.0                    | 25     |
| 2 (20) | Laurent Pellier | Kévin Bronner | Ford Fiesta Rally3 | 2:57:50.7 | 0:34.5 0:34.4                | 18     |
| 2 (22) | Toni Herranen   | Mikko Lukka   | Ford Fiesta Rally3 | 2:59:59.0 | 2:42.8 2:07.3                | 15     |

## Wertungsprüfungen
Zeitzone UTC+2
| Datum    | Zeit  | Nr.                          | Name                         | Länge                        | Gewinner                                                                             | Co-Pilot                                                                 | Auto                                                                              | Zeit                                    | Leader           |
| -------- | ----- | ---------------------------- | ---------------------------- | ---------------------------- | ------------------------------------------------------------------------------------ | ------------------------------------------------------------------------ | --------------------------------------------------------------------------------- | --------------------------------------- | ---------------- |
| 20. Juli | 09:01 | —                            | Kastre (Shakedown)           | 4,08 km                      | Kalle Rovanperä                                                                      | Jonne Halttunen                                                          | Toyota GR Yaris Rally1                                                            | 01:58.8                                 |                  |
| 20. Juli | 20:05 | WP1                          | Visit Estonia Tartu 1        | 3,35 km                      | Ott Tänak                                                                            | Martin Järveoja                                                          | Ford Puma Rally1                                                                  | 03:02.5                                 | Esapekka Lappi   |
| 20. Juli | 20:23 | Service Park Raadi (15 Min.) | Service Park Raadi (15 Min.) | Service Park Raadi (15 Min.) | Service Park Raadi (15 Min.)                                                         | Service Park Raadi (15 Min.)                                             | Service Park Raadi (15 Min.)                                                      | Service Park Raadi (15 Min.)            | Esapekka Lappi   |
| 21. Juli | 09:08 | WP2                          | Peipsiääre 1                 | 24,35 km                     | Ott Tänak                                                                            | Martin Järveoja                                                          | Ford Puma Rally1                                                                  | 13:16.1                                 | Thierry Neuville |
| 21. Juli | 10:01 | WP3                          | Mustvee 1                    | 17,09 km                     | Ott Tänak                                                                            | Martin Järveoja                                                          | Ford Puma Rally1                                                                  | 08:47.4                                 | Thierry Neuville |
| 21. Juli | 11:44 | WP4                          | Raanitsa 1                   | 21,45 km                     | Ott Tänak                                                                            | Martin Järveoja                                                          | Ford Puma Rally1                                                                  | 10:15.0                                 | Thierry Neuville |
| 21. Juli | 13:04 | Service Park Raadi (40 Min.) | Service Park Raadi (40 Min.) | Service Park Raadi (40 Min.) | Service Park Raadi (40 Min.)                                                         | Service Park Raadi (40 Min.)                                             | Service Park Raadi (40 Min.)                                                      | Service Park Raadi (40 Min.)            | Thierry Neuville |
| 21. Juli | 14:42 | WP5                          | Peipsiääre 2                 | 24,35 km                     | Kalle Rovanperä                                                                      | Jonne Halttunen                                                          | Toyota GR Yaris Rally1                                                            | 13:18.7                                 | Thierry Neuville |
| 21. Juli | 15:35 | WP6                          | Mustvee 2                    | 17,09 km                     | Kalle Rovanperä                                                                      | Jonne Halttunen                                                          | Toyota GR Yaris Rally1                                                            | 08:46.1                                 | Kalle Rovanperä  |
| 21. Juli | 17:18 | WP7                          | Raanitsa 2                   | 21,45 km                     | Ott Tänak                                                                            | Martin Järveoja                                                          | Ford Puma Rally1                                                                  | 10:02.2                                 | Kalle Rovanperä  |
| 21. Juli | 18:21 | WP8                          | Neeruti                      | 7,60 km                      | Ott Tänak                                                                            | Martin Järveoja                                                          | Ford Puma Rally1                                                                  | 04:32.1                                 | Kalle Rovanperä  |
| 21. Juli | 19:41 | Service Park Raadi (45 Min.) | Service Park Raadi (45 Min.) | Service Park Raadi (45 Min.) | Service Park Raadi (45 Min.)                                                         | Service Park Raadi (45 Min.)                                             | Service Park Raadi (45 Min.)                                                      | Service Park Raadi (45 Min.)            | Kalle Rovanperä  |
| 22. Juli | 08:09 | WP9                          | Mäeküla 1                    | 10,27 km                     | Kalle Rovanperä                                                                      | Jonne Halttunen                                                          | Toyota GR Yaris Rally1                                                            | 05:39.3                                 | Kalle Rovanperä  |
| 22. Juli | 09:02 | WP10                         | Otepää 1                     | 11,15 km                     | Kalle Rovanperä                                                                      | Jonne Halttunen                                                          | Toyota GR Yaris Rally1                                                            | 05:44.7                                 | Kalle Rovanperä  |
| 22. Juli | 11:10 | WP11                         | Mäeküla 2                    | 10,27 km                     | Kalle Rovanperä                                                                      | Jonne Halttunen                                                          | Toyota GR Yaris Rally1                                                            | 05:34.2                                 | Kalle Rovanperä  |
| 22. Juli | 12:03 | WP12                         | Otepää 2                     | 11,15 km                     | Kalle Rovanperä                                                                      | Jonne Halttunen                                                          | Toyota GR Yaris Rally1                                                            | 05:37.6                                 | Kalle Rovanperä  |
| 22. Juli | 13:28 | Service Park Raadi (30 Min.) | Service Park Raadi (30 Min.) | Service Park Raadi (30 Min.) | Service Park Raadi (30 Min.)                                                         | Service Park Raadi (30 Min.)                                             | Service Park Raadi (30 Min.)                                                      | Service Park Raadi (30 Min.)            | Kalle Rovanperä  |
| 22. Juli | 14:56 | WP13                         | Elva 1                       | 11,73 km                     | Kalle Rovanperä                                                                      | Jonne Halttunen                                                          | Toyota GR Yaris Rally1                                                            | 05:55.1                                 | Kalle Rovanperä  |
| 22. Juli | 16:05 | WP14                         | Kanepi 1                     | 16,48 km                     | Kalle Rovanperä                                                                      | Jonne Halttunen                                                          | Toyota GR Yaris Rally1                                                            | 07:58.5                                 | Kalle Rovanperä  |
| 22. Juli | 17:56 | WP15                         | Elva 2                       | 11,73 km                     | Kalle Rovanperä                                                                      | Jonne Halttunen                                                          | Toyota GR Yaris Rally1                                                            | 05:48.7                                 | Kalle Rovanperä  |
| 22. Juli | 19:05 | WP16                         | Kanepi 2                     | 16,48 km                     | Kalle Rovanperä                                                                      | Jonne Halttunen                                                          | Toyota GR Yaris Rally1                                                            | 07:49.0                                 | Kalle Rovanperä  |
| 22. Juli | 20:24 | WP17                         | Tartu 2                      | 3,35 km                      | Kalle Rovanperä                                                                      | Jonne Halttunen                                                          | Toyota GR Yaris Rally1                                                            | 03:00.0                                 | Kalle Rovanperä  |
| 22. Juli | 20:24 | Service Park Raadi (45 Min.) | Service Park Raadi (45 Min.) | Service Park Raadi (45 Min.) | Service Park Raadi (45 Min.)                                                         | Service Park Raadi (45 Min.)                                             | Service Park Raadi (45 Min.)                                                      | Service Park Raadi (45 Min.)            | Kalle Rovanperä  |
| 23. Juli | 08:09 | WP18                         | Karaski 1                    | 12,04 km                     | Kalle Rovanperä                                                                      | Jonne Halttunen                                                          | Toyota GR Yaris Rally1                                                            | 06:00.0                                 | Kalle Rovanperä  |
| 23. Juli | 09:05 | WP19                         | Kambja 1                     | 18,50 km                     | Kalle Rovanperä                                                                      | Jonne Halttunen                                                          | Toyota GR Yaris Rally1                                                            | 09:23.6                                 | Kalle Rovanperä  |
| 23. Juli | 11:01 | WP20                         | Karaski 2                    | 12,04 km                     | Kalle Rovanperä                                                                      | Jonne Halttunen                                                          | Toyota GR Yaris Rally1                                                            | 05:55.3                                 | Kalle Rovanperä  |
| 23. Juli | 13:15 | WP21                         | Kambja 2 (Power Stage)       | 18,50 km                     | 1. Kalle Rovanperä 2. Elfyn Evans 3. Esapekka Lappi 4. Ott Tänak 5. Thierry Neuville | Jonne Halttunen Scott Martin Janne Ferm Martin Järveoja Martijn Wydaeghe | Toyota GR Yaris Rally1 Hyundai i20 N Rally1 Ford Puma Rally1 Hyundai i20 N Rally1 | 09:15.0 09:17.0 09:18.9 09:19.5 09:21.1 | Kalle Rovanperä  |

Note: Wegen eines Motorschadens im Shakedown bekam Ott Tänak bereits vor dem Start der Rallye 5 Minuten Strafzeit.